# Messier 109
Messier 109 (também conhecida NGC 3992) é uma galáxia espiral barrada localizada a cerca de 83.5 ± 24 milhôes de anos-luz de distância na direção da constelação de Ursa Maior. Possui aproximadamente cento e trinta mil anos-luz de diâmetro, uma magnitude aparente de 10.6, uma declinação de +53º 23' 28" e uma ascensão reta de 11 horas,  57 minutos e 36,0s.
A galáxia NGC 3992 foi descoberta em 12 de Março de 1781 por Pierre Méchain.

## Descoberta e visualização

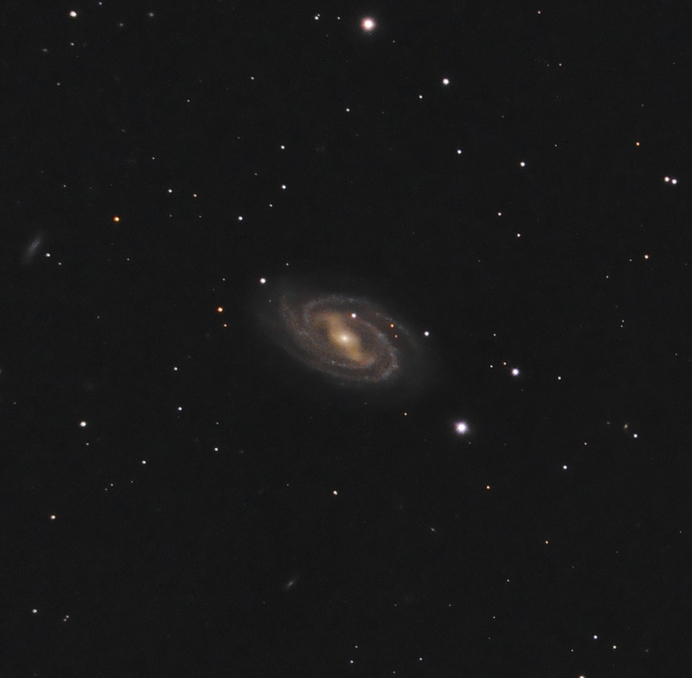
Messier 109, Hunter Wilson

A galáxia espiral barrada foi descoberta por Pierre Méchain em 19 de fevereiro de 1781, três semanas após a descoberta de Messier 97. O objeto chegou a ser considerado pelo astrônomo francês Charles Messier como a entrada "99" de seu catálogo de objetos do céu profundo, mas não encontrou oportunidades de medir com precisão sua posição. Como a data limite de submissão de trabalhos no anuário astronômico francês Connaissance des temps estava chegando, não houve tempo hábil para incluí-lo na edição final de seu catálogo.
Anos mais tarde, Méchain menciona novamente o objeto em uma carta a Jacob Bernoulli e havia a pretensão de adicioná-la a uma quarta versão do catálogo, nunca concretizado. Finalmente, foi adicionado à versão moderna do catálogo de Messier por Owen Gingerich já nos meados do século XX.

## Características
A galáxia espiral barrada tem um comprimento aparente máximo de 7 minutos de arco, o que corresponde a um diâmetro real de 112 000 anos-luz. A galáxia de magnitude aparente 9,8 exibe apenas seu núcleo galáctico brilhante em telescópios amadores.
Está se afastando radialmente do Sistema Solar a uma velocidade de 1142 km/s e é um membro do grupo esparso de galáxias de Ursa Maior, embora seja a maior galáxia de seu próprio grupo galáctico, o grupo M109.
Apenas uma supernova, SN 1956A, do tipo I, foi registrada; descoberta em 17 de março de 1956, alcançou a magnitude aparente máxima de 12,3.